# Cejlonský čaj

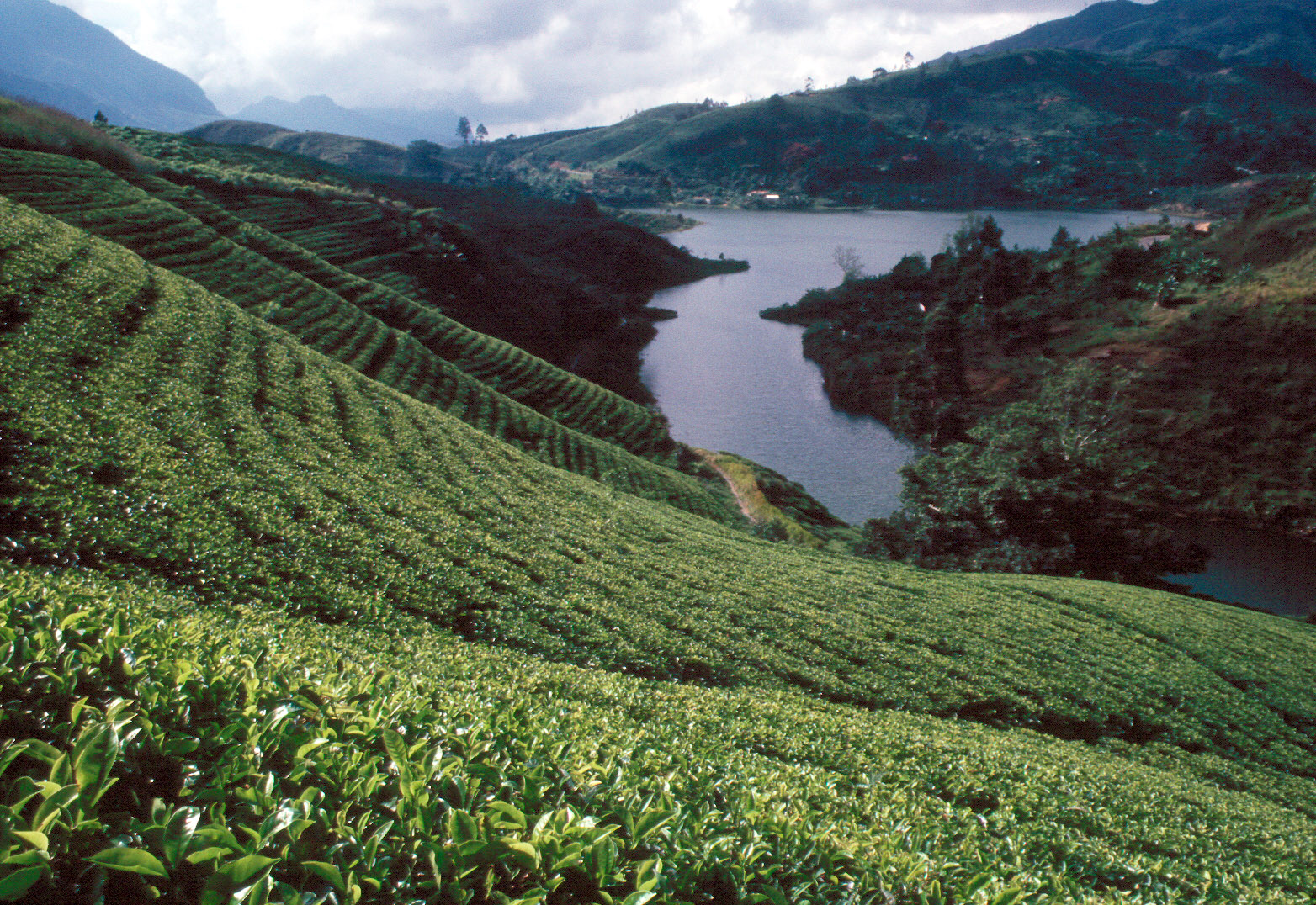
Čajová plantáž v horách Srí Lanky

Cejlonský čaj (anglicky Ceylon tea) je černý čaj pěstovaný na Srí Lance, která byla do roku 1972 známá jako Cejlon. Má jemnou citrusovou příchuť a používá se jak samostatně, tak ve směsích. Pěstuje se v různých lokalitách a výškách, které mají výrazný vliv na konečnou chuť čaje.

## Historie
Na Srí Lance se začal pěstovat poté, co byly zdecimovány místní plantáže kávy houbou Hemileia vastatrix. Majitelé plantáže Loolecondera měli již dlouho záměr pěstovat na Sri Lance čaj. James Taylor sem přijel, aby osobně dohlédl na první osévání čajových plantáží v roce 1867. Bylo oseto 19 akrů plochy (cca 100×750 m). James Taylor již měl zkušenosti s pěstováním čaje na severu Indie a přišel s novými postupy. Čajové lístky ručně roloval a pak je zoxidované sušil v jílových pecích. Tento vynikající čaj se velmi dobře a levně prodával na čajové burze v Londýně a spustil tak letitou historii pěstování Cejlonského čaje. Do roku 1971 byly čajové fabriky převážně ve vlastnictví Britů, po roce 1990 se stát snaží rozdělit čajový průmysl mezi státem vlastněné fabriky a fabriky soukromé.

## Výroba čaje
Čaj je sbírán třikrát ročně sběračkami, které jsou sto nasbírat přibližně 12 kg čerstvých lístků denně. 80 % sbíraných lístků je mladých, 20 % jsou starší tmavší lístky, které čaji dodávají říznější chuť. Lístky čaje jsou rozvrstveny na velká kovová síta ve vrstvě přibližně 20 cm a podstupují zde přirozenou oxidaci (někdy nesprávně označovanou jako fermentaci). Lístky zde leží po dobu 12 hodin a po šesti hodinách je pracovnice fabriky jednou provzdušní a převrátí. Je-li vlhko, je pod síta hnán čerstvý vzduch, který podpoří oxidaci. Lístky se při stisku po 12 hodinách neohýbají, ale lámou.
V další fázi procesu jsou lístky rolovány a lámány na speciálním stroji, aby se snáze zbavovaly vlhkosti. Lístky se při této fázi slepí, a proto putují do dalšího stroje, kde jsou prudce natřásány, tak aby se opět oddělily. Následně putují do sušičky, kde projíždí 21 minut „horkovzdušnou troubou“ o teplotě 95 °C. Zde vyprodukovaný čaj je již vhodný k pití.
V poslední fázi procesu putuje čaj do třídičky kvality. Postupně propadává hustšími a hustšími síty. Nejhrubší listy putují zpět do drtičky, jemnější, avšak stále velké listy jsou určeny, pro arabský svět, kde se čaj několik sekund vaří. Další dva jemnější čaje jsou určeny pro Evropu a Ameriku. Nejkvalitnější velmi jemný čaj se vyváží do Japonska a Hongkongu. Nejjemnějším sítem pak propadává čaj kvality dust, smísený s prachem a drobnými nečistotami, který je určen pro domácí trh. Roztříděný čaj je balen do pytlů po cca 25 kg a odvážen na čajovou burzu do Colomba.
Celá procedura výroby čaje od utržení lístku až po zabalení do pytle trvá 24 hodin.

## Hlavní oblasti pěstování
Na Srí Lance je šest hlavních oblastí, kde se čaj pěstuje:
- Galle – na jihu Srí Lanky
- Ratnapura – 80 km na východ od hlavního města Colomba
- Kandy – plantáže poblíž starobylého hlavního města
- Nuwara Eliya – nejvyšší oblast s plantážemi čaje, kde se produkuje nejlepší čaj
- Dimbulla – západní část hor v centrální části Srí Lanky
- Uva – na východ od Dimbully

dle nadmořské výšky:
- Čaj z distriktu Morawak Korale (nížinný čaj) je pěstován ve výškách do 2500 stop (762 m)
- Čaj z distriktu Kandy, který je pěstován od výšky 2500 stop výše (762 m)
- Čaj z distriktu Uva je pěstován od 2800 stop výše (853 m)
- Čaj Dambulla nebo Dickoya je pěstován od 3500 stop výše (1067 m)
- Nuwara Eliya je pěstován od 6000 stop výše (1829 m)